# Kõpu (Pärnu)
Kõpu (Duits: Keppo) is een plaats in de Estlandse gemeente Pärnu, provincie Pärnumaa. De plaats heeft de status van dorp (Estisch: küla).
Tot 1 november 2017 behoorde de plaats tot de gemeente Tõstamaa. Op die datum werd Tõstamaa bij de gemeente Pärnu gevoegd.

## Bevolking
Het dorp had 9 inwoners op 31 december 2011 en 13 inwoners op 31 december 2021.

## Ligging
Ten oosten van Kõpu ligt het natuurreservaat Lindi looduskaitseala (17,8 km²), een moerasgebied.

## Geschiedenis
Kõpu werd voor het eerst genoemd in 1542 onder de naam Ian Keppo Aßonßon, een boerderij op het landgoed van Podis (Pootsi). In 1680 droeg deze boerderij de naam Keppo Kasper. In 1797 werd Kõpu onder de naam Köppo genoemd als als Hoflage, een niet-zelfstandig landgoed onder Podis, met een herberg.
Tussen 1977 en 1998 maakte Kõpu deel uit van het buurdorp Kavaru.

## Orthodoxe kerk
In 1873 kreeg de Russisch-orthodoxe gemeente van Pootsi, Kõpu en omgeving een eigen kerk, de Pootsi-Kõpu Püha Kolmainu kirik (‘Kerk van de Heilige Drie-eenheid van Pootsi-Kõpu’). De architect was de Duits-Baltische Heinrich Carl Scheel (1829-1909). De kerk heeft een kruisvormig grondplan. Ongebruikelijk is dat de kerk geen klokkentoren boven de ingang heeft, maar een orthodox kruis. De kerk is gebouwd in natuursteen. In de kerk hangt een plaquette voor bisschop Platon Kulbusch, die geboren was in Pootsi.
De kerk behoort tot de Estische Apostolisch-Orthodoxe Kerk.

## Foto's

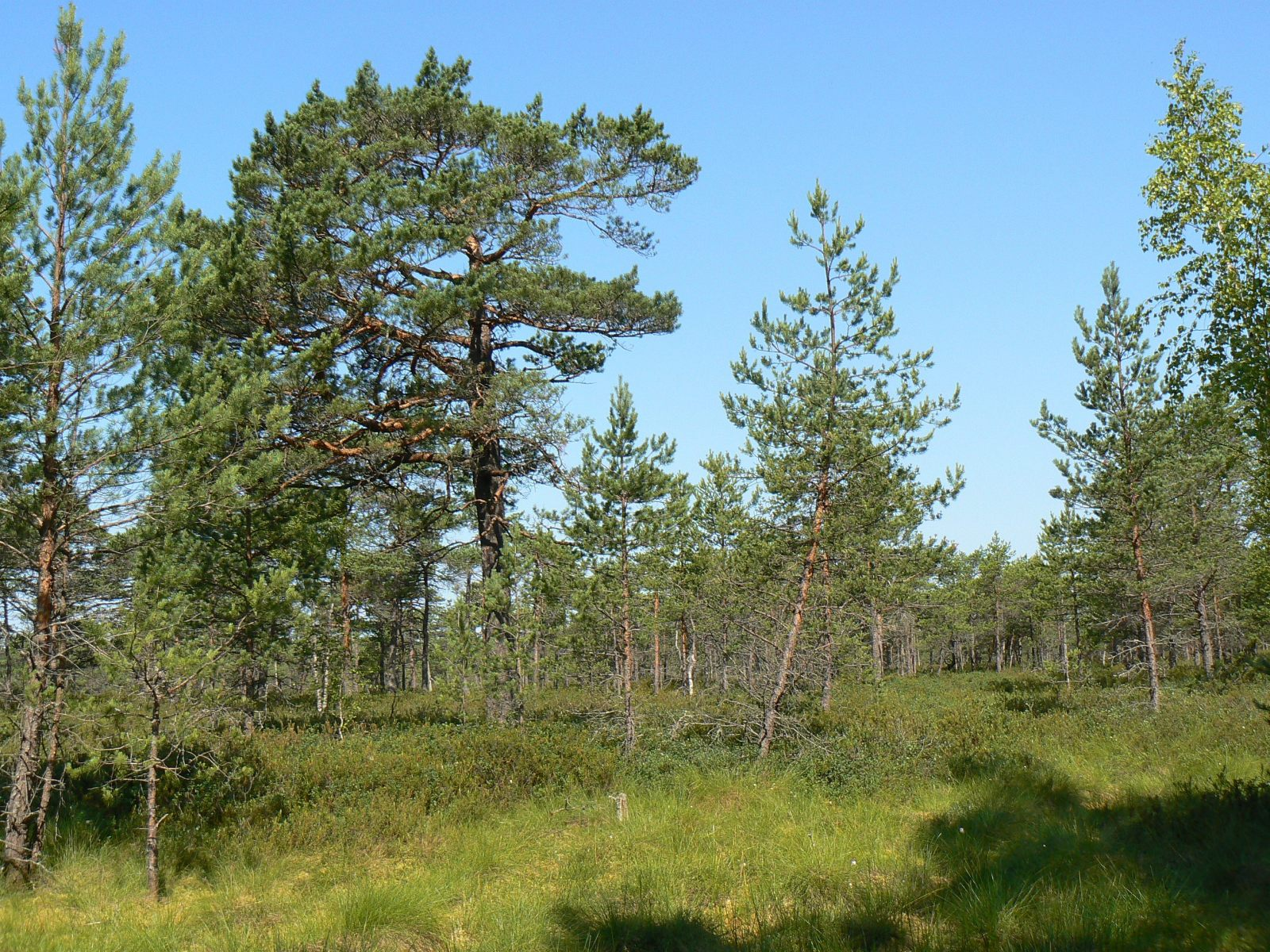
Het Lindi looduskaitseala
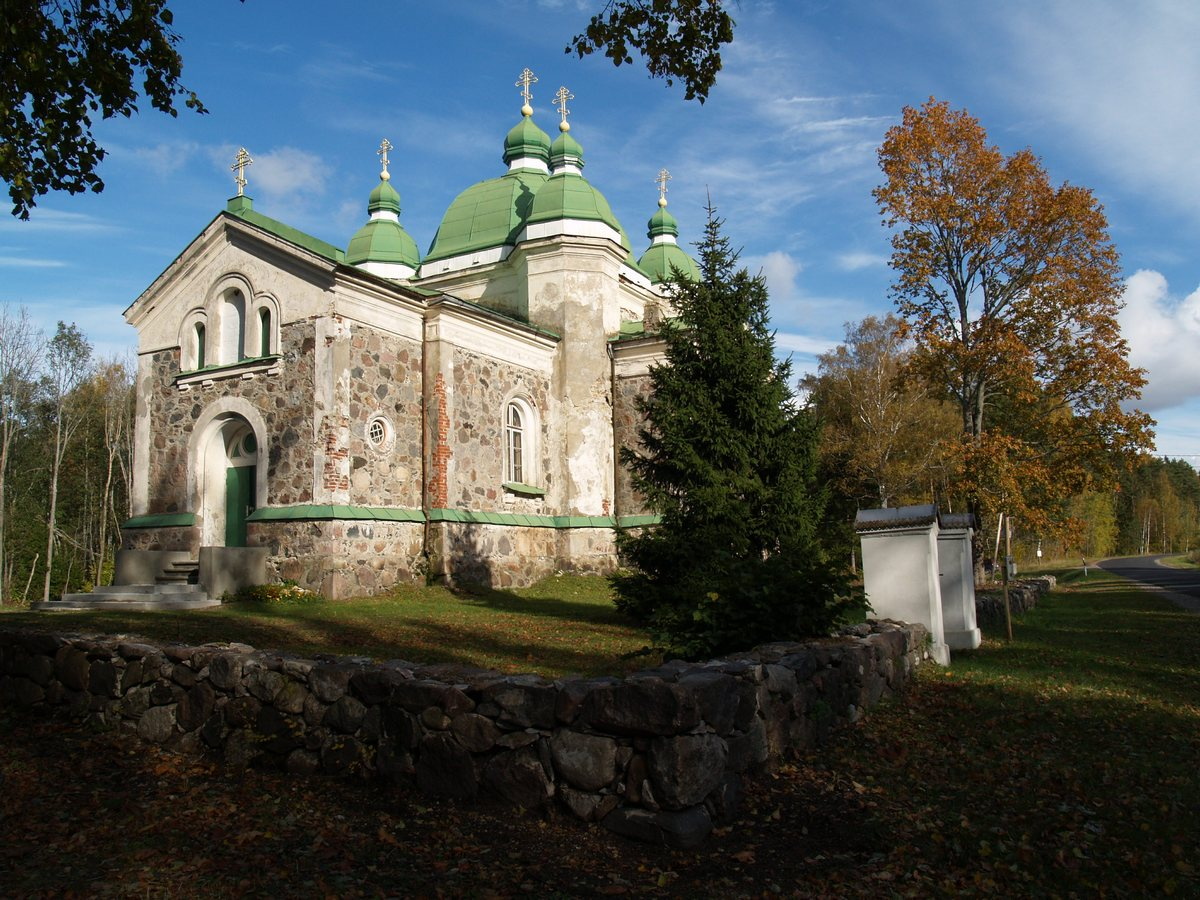
De Kerk van de Heilige Drie-eenheid
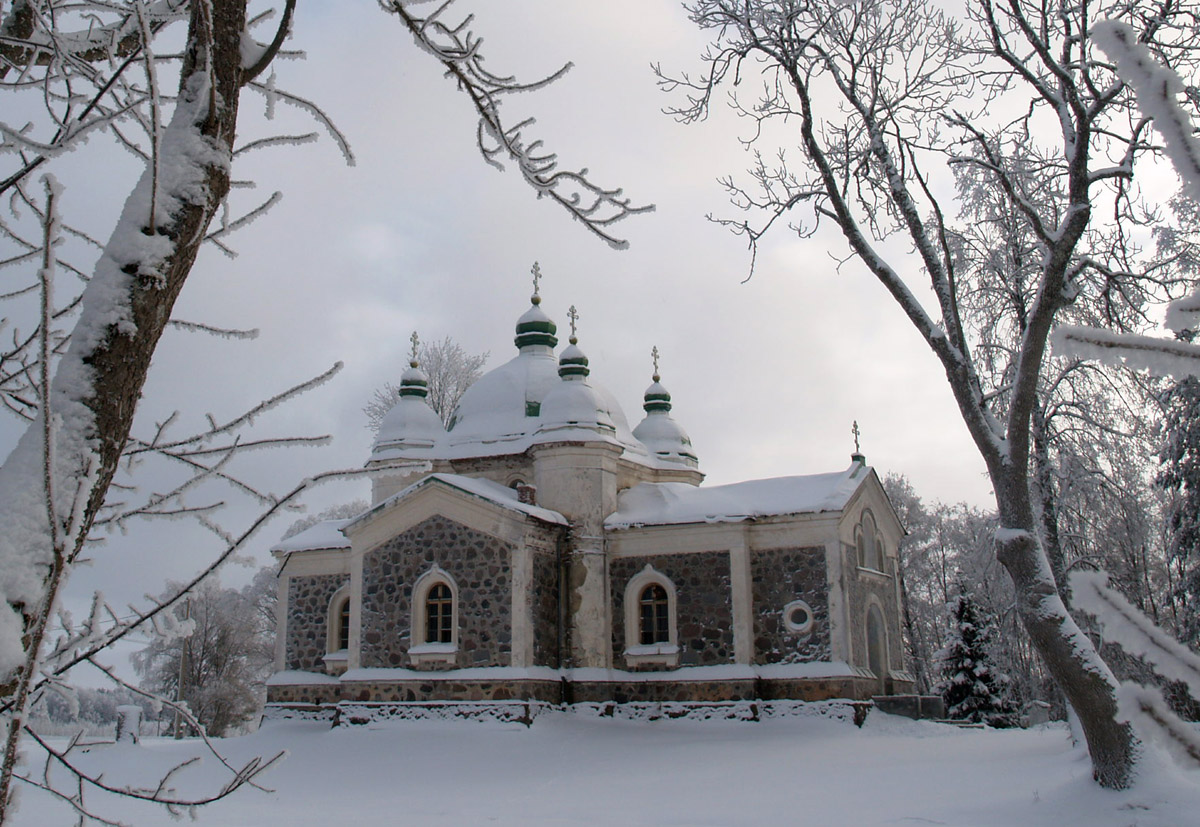
De kerk in de winter. Het kruisvormige grondplan is goed te zien
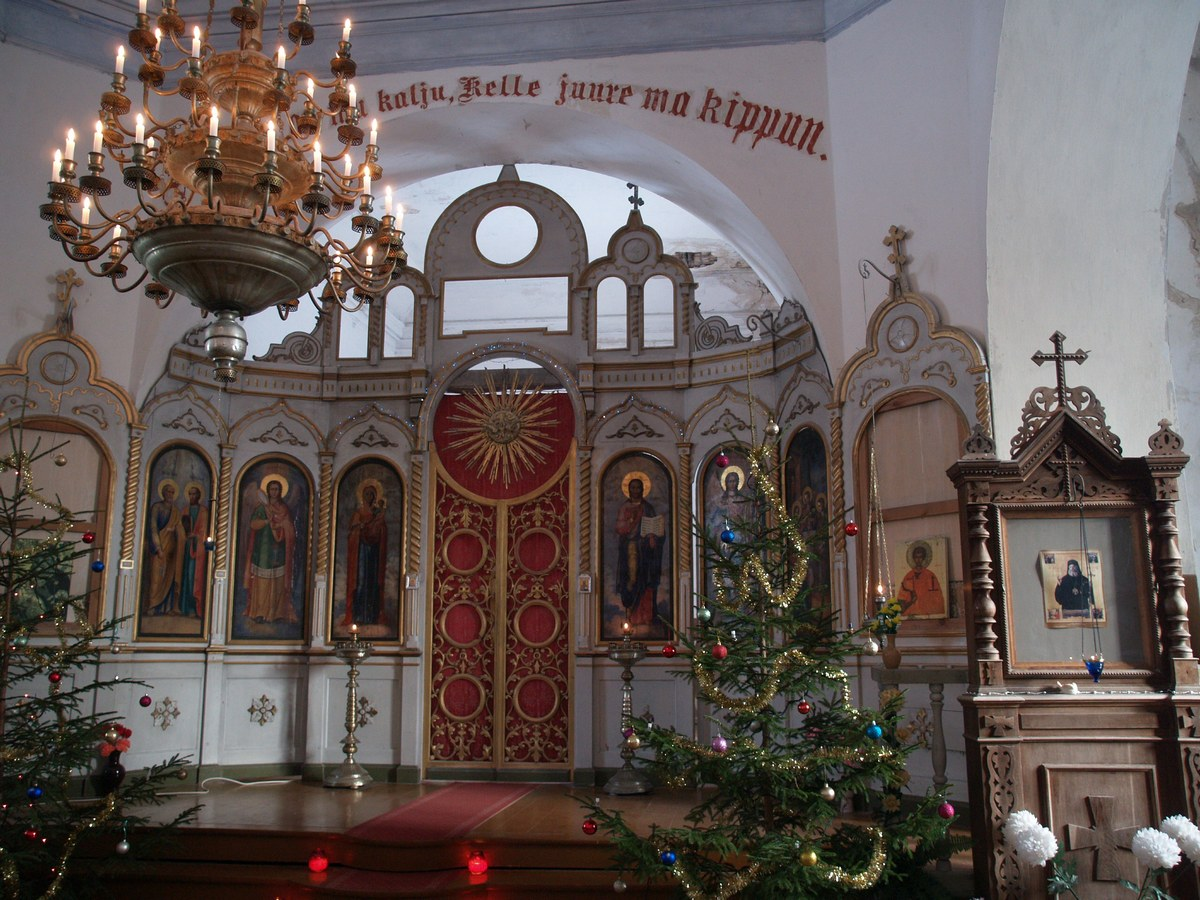
Interieur
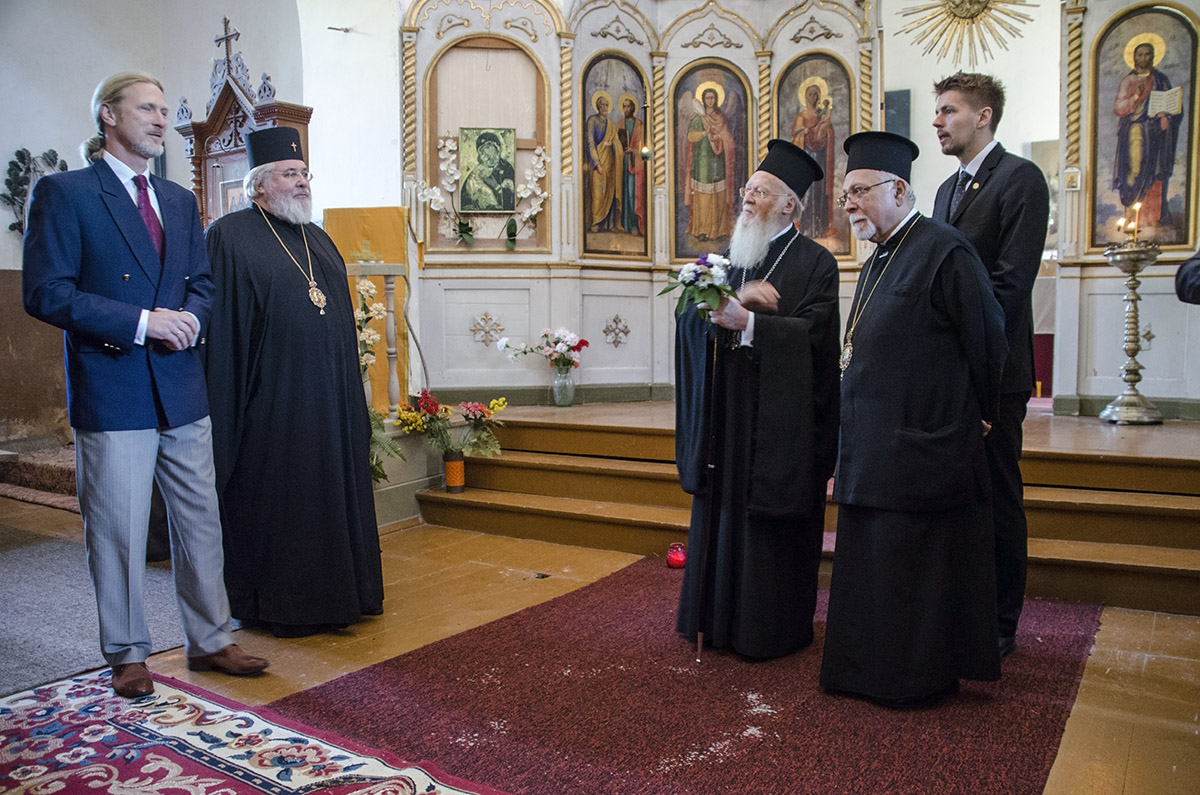
9 september 2013: Patriarch Bartholomeus I van Constantinopel bezoekt de kerk. De priesters zijn v.l.n.r. aartsbisschop Leo van Helsinki, Bartholomeus, metropoliet Stephanos van Tallinn